# Igreja Nova do Sobral
Igreja Nova do Sobral est une freguesia portugaise située dans le District de Santarém.
Avec une superficie de 13,07 km2 et une population de 704 habitants (2001), la paroisse possède une densité de 53,9 hab/km2.